# Reflektor radarowy
Reflektor radarowy – urządzenie mające na celu poprawienie wykrywalności obiektu przez radar. Stosowane na mniejszych statkach, łodziach ratunkowych, jachtach, a także pławach, tykach sieci rybackich itp.

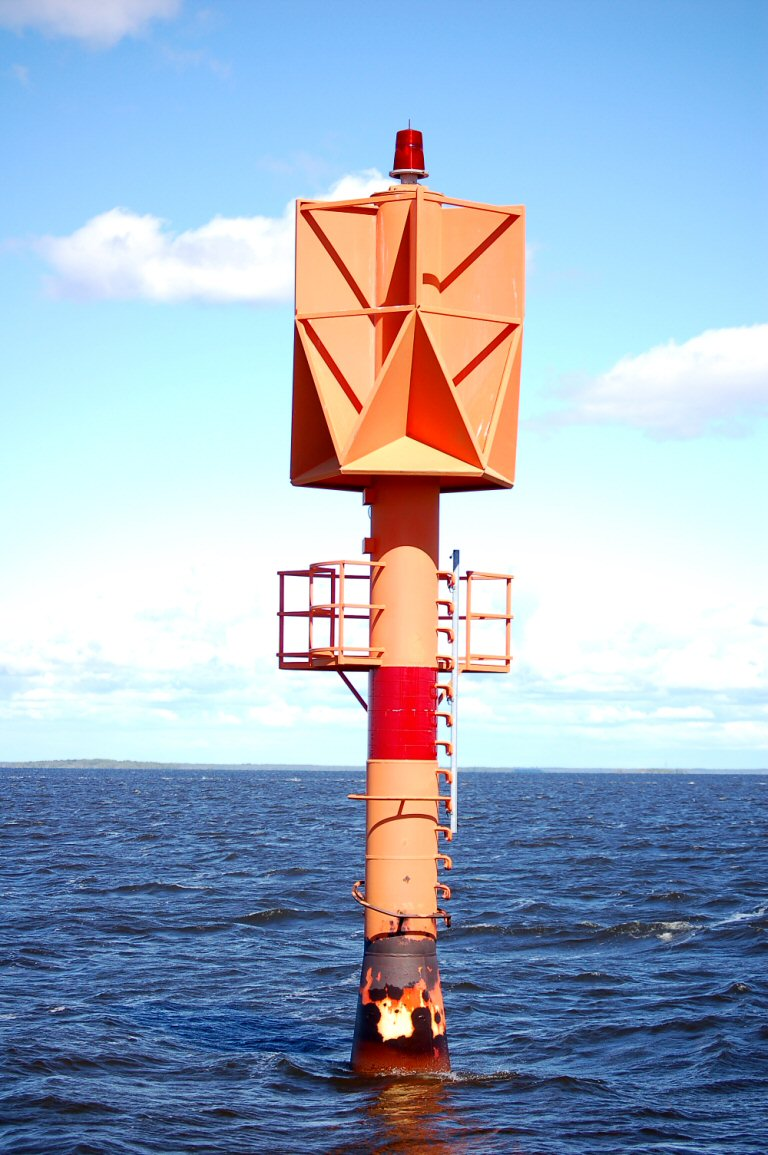
Reflektor radarowy na stawie.

Reflektory można podzielić na dwa typy:
- pasywne reflektory radarowe, będące najczęściej rożkiem odbijającym.

- aktywne reflektory radarowe, będące w zasadzie nadajnikiem fal radarowych aktywowanym wykrytą obcą falą radarową, emitującym falę przychodząca po jej wzmocnieniu[3].